# Lethem
Lethem es una ciudad administrada de facto por Guyana, que forma frontera con Brasil. Está situada en la zona de la Guayana Esequiba, territorio reclamado por Venezuela. Siendo separada de Bonfim (Roraima) sólo por el río Tacutu, forma una aglomeración urbana transnacional de casi 15 mil personas. Es considerada por Guyana como la capital de la Región 9 de dicho país, Alto Tacutu-Alto Esequibo. Posee una población estimada de 1.702 personas (2012).
Lethem cuenta con varios establecimientos comerciales que distribuyen zapatos, bicicletas, camisas y otros artículos; son especialmente frecuentados por brasileños que suelen llevar mercancías a Manaus, Boa Vista, Pacaraima y Santa Elena de Uairén.
El Rodeo anual del fin de semana de Pascua es el evento principal de la ciudad.

## Historia
La ciudad lleva el nombre del anterior Gobernador de Guayana británica, Sir Gordon James Lethem, que gobernó en los años de 1946 y 1947.
En el pasado, el área donde actualmente se encuentra Lethem formaba parte de lo que solía llamarse Pirara, una región que originalmente pertenecía a Brasil y fue otorgada a Inglaterra después de un laudo llamado Cuestión de Pirara, arbitrada por el rey Víctor Manuel III.
Actualmente, la región al oeste del Río Esequibo, que incluye Lethem, es reclamada por Venezuela, que afirma tener derechos históricos sobre lo que llama Guayana Esequiba.

## Geografía
Se encuentra a orillas del río Tacutu, que limita con Brasil. Al otro lado del río está la ciudad de Bonfim, en el estado de Roraima.
Está ubicada en la región llamada Meseta de Guyana, Lethem es una pequeña ciudad fronteriza que sirve como base para los viajeros que van tanto a la capital de Guyana Georgetown, como a Boa Vista. Se encuentra a unos 100 metros sobre el nivel del mar.

## Infraestructura
El acceso desde Brasil es a través de BR-401, conectando Lethem con la ciudad de Boa Vista, capital de Roraima. Después de la ciudad de Bonfim, hay un puente que une las dos naciones.

### Infraestructura de inmigración
La ciudad tiene un puesto fronterizo controlado por Guyana, que permite a la inmigración ingresar legalmente a dicho país.

#### Documentos requeridos para ingresar a Guyana
Procedente de Brasil, el viajero debe tener un certificado internacional de vacunación contra la fiebre amarilla, que se puede obtener en ANVISA.
Además, debe tener un pasaporte válido, y algunas nacionalidades necesitan una visa por adelantado, lo que no es el caso, por ejemplo, para las personas con pasaporte brasileño y portugués. El sello de entrada en Guyana solo se otorga si tiene el sello de salida de Brasil en su pasaporte, incluso para las personas que viajan con un pasaporte brasileño. El sello se puede obtener en el puesto de Policía Federal en la orilla brasileña del río Tacutu (ciudad de Bonfim).
Todos los servicios, tanto brasileños como guyaneses, son gratuitos. La misma regla se aplica para ingresar a Brasil, y los ciudadanos de Guyana tampoco necesitan visa, requiriendo un certificado internacional de vacunación contra la fiebre amarilla.

#### Salida de Guyana
Es necesario sellar la salida en el pasaporte en inmigración de Guyana, y al llegar a Brasil sellar la entrada en la Policía Federal.

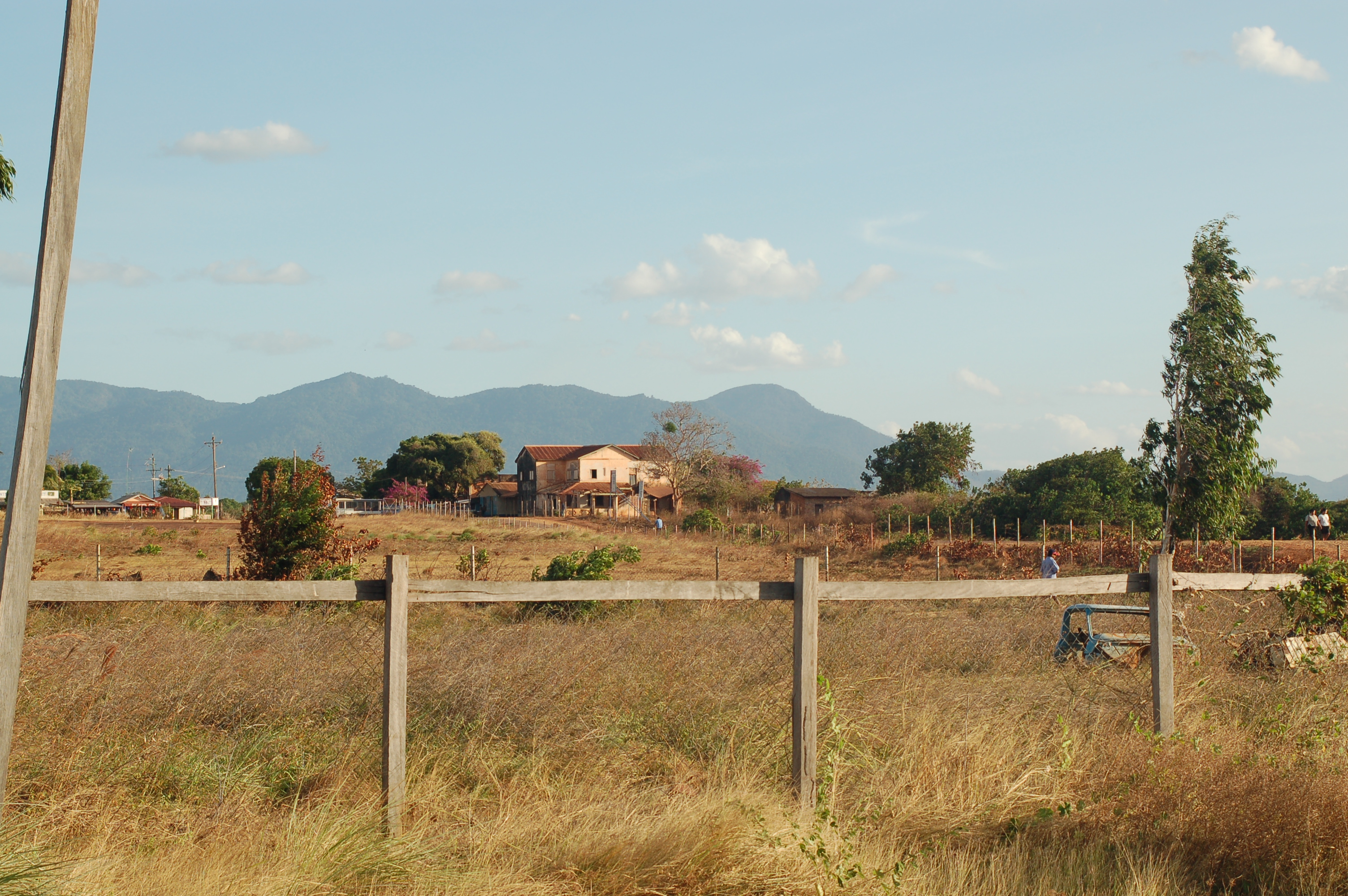
Foto de un área cerca del aeropuerto

## Transporte
La ciudad de Lethem prácticamente no tiene calles pavimentadas, la mayoría de ellas inundadas en las estaciones de lluvia (junio a septiembre). Pero la ciudad es muy pequeña, y normalmente todos los desplazamientos se pueden hacer a pie, a pesar del fuerte sol. No hay transporte público masivo: taxis circulan por la ciudad. Los conductores de Brasil deben tener especial cuidado y prestar mucha atención, ya que en Guyana se conduce por el lado izquierdo de la carretera. No se permite el ingreso de vehículos de transporte de carga y pasajeros, pues aún no existe un acuerdo diplomático para ello. Los gobiernos de Brasil y Guyana estudian la posibilidad de revertir esta situación.

### Acceso a Brasil

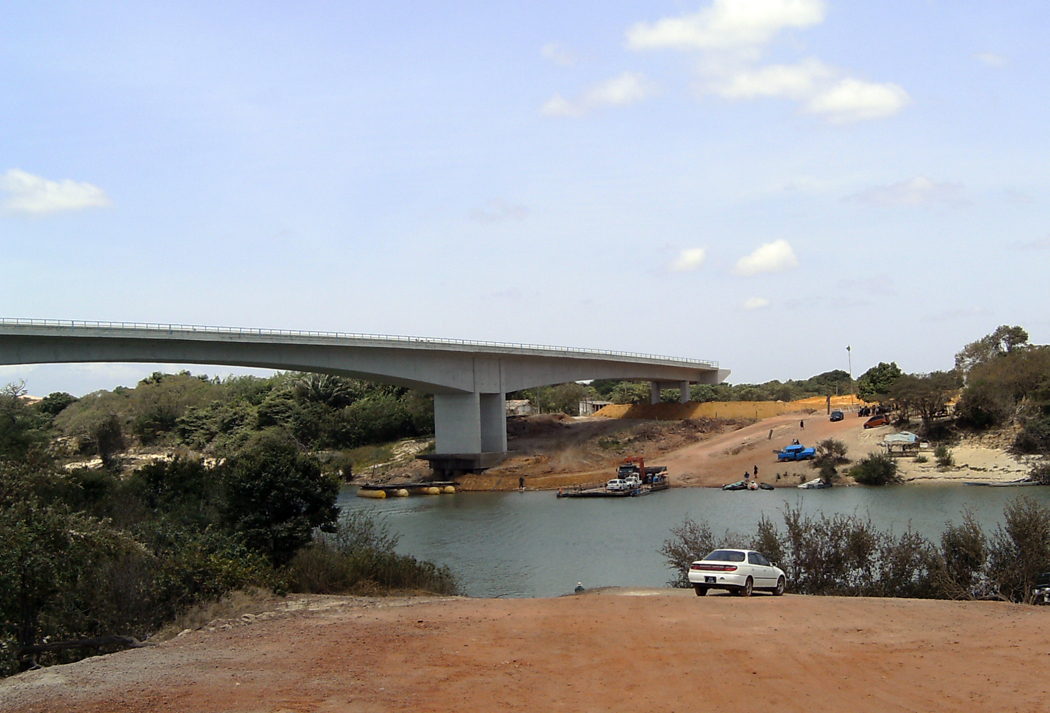
Puente sobre el río Tacutu.

El puente internacional que conecta los dos países fue inaugurado el día 14 de septiembre de 2009 por el presidente brasileño Luis Inácio Lula da Silva. El puente es binacional y tiene 230 metros de largo. El gobierno de Brasil invirtió un total de R$ 21,9 millones (financiación del gobierno federal).
Desde Bonfim (Roraima), el lado brasileño de la frontera, hay transporte a Boa Vista. Los buses salen en cuatro horarios distintos, el último a las 16 horas, cuesta R$ 13,00 y tarda cerca de 2 horas y 30 minutos.
Además, existe la opción de taxis colectivos, R$ 35,00 por persona y tiempo de viaje de 1 hora y 15 minutos.
Saliendo de Boa Vista, las opciones son las mismas, todas saliendo desde la terminal internacional de autobuses.
Desde Boa Vista, también puede viajar a cualquier parte de Brasil a través del Aeropuerto Internacional Atlas Brasil Cantanhede, o por carretera a Santa Elena de Uairén y Manaus, más allá del Interior de Roraima.

### Acceso a Georgetown
Para llegar desde Lethem hasta la capital de Guyana, Georgetown, hay tres formas, ninguna de ellas fácil:
- Vía aérea: Las compañías que operan Lethem-Georgetown son TransGuyana y Air Services que vuelan Cessna Gran-Caravan. La gran ventaja es que aterrizan en el aeropuerto de Ogle, dentro de la ciudad de Georgetown, mucho más cerca que Cheddi Jagan, el aeropuerto más grande de Guyana, que está a unos 40 km de la capital. META Airlines ya no vuela a Guyana. Suriname Airways conecta Belém do Pará con Georgetown, con paradas en la capital de Surinam, Paramaribo. Los billetes de ida y vuelta cuestan G$ 46.000,00 (R$ 460,00)

El aeropuerto de Lethem (IATA Código: LTM) tiene una pista pavimentada e instrumentada, pero no tiene luces.
La única pista, la 25/07, tiene la aproximación de la pista 07 sobre territorio brasileño.
- Carretera
  - Bus: en época de lluvias la vía es casi intransitable, especialmente para los viejos buses Intraserv que operan allí. Aun así, empresa mantiene cuatro frecuencias semanales durante este período. El tiempo de viaje es incierto, al menos 12 horas y puede llegar a 36 horas. Durante la estación seca (noviembre a marzo) las salidas son diarias y el tiempo de viaje es más corto.
  - Furgonetas: salen todos los días del año, siendo más rápidas que el autobús, más seguras de llegar, más resistentes y más incómodas. El boleto también cuesta G$10,000 desde el restaurante T and M.

La ventaja que señala el turista de ir a Georgetown por tierra es que se puede conocer todo lo que se encuentra en el recorrido para ir a la capital de Guyana, incluyendo la reserva natural Iwokrama, el cruce del río Esequibo y los intercambios culturales que se producen y se hacen en el camino, incluso con brasileños (garimpeiros) que viven en Guyana desde hace años.

## Demografía
La población es variada e incluye a personas nativas amerindias que provienen de 9 tribus originales en las sabanas. Hay una mezcla de herencia caribeña y africana. Existen pocas personas blancas de ascendencia anglosajona y la mayoría visitan las sabanas o la selva tropical para realizar investigaciones científicas o visita en campañas misioneras cristianas. El idioma es un criollo caribeño con base en inglés, mientras que el portugués también se habla, principalmente por brasileños, además de los muchos dialectos de las tribus amerindias.
Según censo de población 2002 contaba con 1178 habitantes. 
Ocupación de la población
| Dato      | Funcionarios | Profesionales y técnicos | Clero | Comercio y Servicios | Act. agrícolas | Act. industriales | Ocup. elementales | S/D | Total |
| --------- | ------------ | ------------------------ | ----- | -------------------- | -------------- | ----------------- | ----------------- | --- | ----- |
| Población | 50           | 70                       | 32    | 151                  | 14             | 56                | 66                | 294 | 1178  |